# Maidla, Ida-Virumaa
Maidla (tyska: Wrangelstein) är en by (estniska: küla) i Lüganuse kommun i landskapet Ida-Virumaa i den nordöstra Estland. Byn ligger cirka 130 kilometer öster om huvudstaden Tallinn, på en höjd av 48 meter över havet och antalet invånare är 127.
Fram till 2013 hörde byn till dåvarande Maidla kommun.

## Geografi
Terrängen runt Maidla är mycket platt. Runt Maidla är det mycket glesbefolkat, med 2 invånare per kvadratkilometer. Närmaste större samhälle är Kohtla-Järve, 16,9 km nordost om Maidla. I omgivningarna runt Maidla växer i huvudsak blandskog.